# Colpochila scutalis
Colpochila scutalis är en skalbaggsart som beskrevs av Blanchard 1850. Colpochila scutalis ingår i släktet Colpochila och familjen Melolonthidae. Inga underarter finns listade i Catalogue of Life.